# Frans Möller (pływak)
Frans Baillieu Möller (ur. 25 lutego 1897 w Malmö, zm. 14 kwietnia 1995 w Lund) – szwedzki pływak, olimpijczyk z Igrzysk Olimpijskich w Antwerpii.
Brał udział w sztafecie 4 × 200 m stylem dowolnym, która zajęła 4. miejsce oraz na dystansie 1500 m stylem dowolnym.